# Ортотитанат магния
Ортотитанат магния — неорганическое соединение,
соль магния и титановой кислоты с формулой Mg2TiO4,
бесцветные кристаллы.

## Получение
- Сплавление оксидов магния и титана:

{\displaystyle {\mathsf {2MgO+TiO_{2}\ {\xrightarrow {1700-1800^{o}C}}\ Mg_{2}TiO_{4}}}}

## Физические свойства
Ортотитанат магния образует бесцветные кристаллы
тетрагональной сингонии,
пространственная группа P 4122,
параметры ячейки a = 0,594 нм, c = 0,842 нм, Z = 4.
При температуре выше 700°С происходит переход в фазу
кубической сингонии,
пространственная группа F d3m,
параметры ячейки a = 0,84376 нм, Z = 8.